# Bangassi-Kourou
Pour les articles homonymes, voir Bangassi.
Ne doit pas être confondu avec Bangassi-Koro.
Bangassi-Kourou est une commune située dans le département de Barani de la province de Kossi au Burkina Faso.